# AOL Mail
AOL Mail (cách điệu là AOL Mail.) là một dịch vụ email dựa trên nền web miễn phí được cung cấp bởi AOL, một bộ phận của Verizon Communications.